# エスター・ウィリアムズ
エスター・ジェーン・ウィリアムズ（Esther Jane Williams、1921年8月8日 - 2013年6月6日） はアメリカの映画女優。

## 来歴
1921年、ロサンゼルス郡イングルウッド生まれ。ハイスクール時代から競泳選手として活躍し、1938年には全米大学選手権において15歳で世界記録を達成。1940年のオリンピック出場が見込まれたものの、オリンピックは戦争で中止された。サンフランシスコ万博での水中ショーに出演していたところ、MGM社のスカウトの目にとまった。
1942年、『アンディ・ハーディ』で映画デビュー。以後、『世紀の女王』（1944年）、『水着の女王』（1949年）、『百万弗の人魚』（1952年）などのMGMミュージカル作品に出演している。1956年限りでMGMが水中レビュー映画の製作を中止したのに伴い契約を打ち切られ、他社へ移籍した後1961年に女優業を引退した。
2013年6月6日に死去。

## 主な出演作品
- アンディ・ハーディ Andy Hardy's Double Life (1942)
- 世紀の女王 Bathing Beauty (1944)
- ジーグフェルド・フォリーズ Ziegfeld Follies (1945)
- 闘牛の女王 Fiesta (1947)
- 私を野球につれてって Take Me Out to the Ball Game (1949)
- 水着の女王 Neptune's Daughter (1949)
- 百萬弗の人魚 Million Dollar Mermaid (1952)
- 濡れたらダメよ Dangerous When Wet  (1953)
- イージー・トゥ・ラブ Easy to Love (1953)
- 狙われた女 The Unguarded Moment (1956)
- ビッグ・ショウ The Big Show (1961)
- ザッツ・エンタテイメントPART3 That's Entertainment! III (1994)